# Goran Jelisić
Goran Jelisić (em sérvio:  Горан Јелисић; nascido em 7 de junho de 1968) é um ex-policial sérvio-bósnio que foi considerado culpado de ter cometido crimes contra a humanidade e violado os costumes da guerra pelo Tribunal Penal Internacional para a Ex-Iugoslávia (TPIJ) no campo de Luka em Brčko durante a Guerra da Bósnia. Jelisić autodenominava-se o "Adolf Hitler Sérvio" e admitiu que a sua "motivação e objetivo era matar muçulmanos".

## Vida pré-guerra
Jelisić nasceu em 1968 em Bijeljina, RS da Bósnia e Herzegovina, na Iugoslávia.:66-67 uma cidade que na época era 40% muçulmana. Filho de mãe trabalhadora, foi criado principalmente pela avó e tinha vários amigos sérvios e muçulmanos.:72 Antes da guerra, Jelisić trabalhava como lavrador e gostava de pescar. Durante o seu julgamento, membros dos seus grupos de pesca pareceram defendê-lo como testemunhas de carácter.:73-75 Depois de cometer fraude em cheques na Bósnia, ele ficou preso por vários meses.

## Guerra
Ele foi libertado em fevereiro de 1992 com a oportunidade de ser voluntário no esforço de guerra da Republika Srpska.:74 Ele ingressou na força policial da Republika Srpska naquele mês. Em maio, foi enviado para uma esquadra de polícia de Brčko.:74
Jelisić comandou o campo de Luka durante a guerra. Este campo estava entre os campos de prisioneiros mais notórios da Bósnia. Localizava-se na estrada arterial mais importante perto de Brčko, no norte da Bósnia, que ligava as duas partes da Republika Srpska.
Durante o julgamento de Jelisić, muitas testemunhas se apresentaram descrevendo outros atos cometidos por ele durante a guerra. Um velho amigo muçulmano de Jelisić observou que Jelisić deu dinheiro à sua esposa enquanto ele estava no cativeiro para ajudá-la a fugir para o exterior. Outro amigo de Jelisić descreveu como ajudou a irmã da amiga e o marido dela a escapar de maneira semelhante. Muitos outros apresentaram testemunhos semelhantes sobre os atos de Jelisić para salvaguardar e ajudar amigos muçulmanos e não-muçulmanos antes e durante a guerra.:75 Na sua cidade natal, Bijeljina, Jelisić pagou despesas hospitalares para muçulmanos bósnios.
Ele se autodenominou, e tem sido referido na mídia, como "Adolf Sérvio".

## Julgamento

### Captura
Em 22 de janeiro de 1998, Jelisić foi detido em Bijeljina, dominada pelos sérvios, pela Força-Tarefa Razorback - uma unidade conjunta CIA-DOD ligada à Operação <i>Amber Star</i>. Este foi o culminar de uma operação de inteligência que durou meses (codinome Operação Amber Light) liderada pelo tenente-coronel Rick Francona. A equipe Navy SEAL que executou a prisão foi liderada por Ryan Zinke, que mais tarde seria eleito para a Câmara dos Representantes dos EUA. O apartamento de Jelisić foi cercado pelas forças americanas e ele foi levado sem incidentes. Esta captura foi a primeira realizada pelas forças dos EUA contra um criminoso de guerra da Bósnia (embora as forças americanas tenham servido de apoio às forças holandesas e britânicas no ano anterior). Após a sua captura, Jelisić foi transferido para uma base dos EUA em Tuzla, levado sob custódia por um agente especial do FBI e levado de avião para Haia.
As forças americanas relataram que a operação foi planejada com antecedência. A operação ocorreu durante uma semana em que grupos de direitos humanos pressionaram a administração Clinton a utilizar tropas norte-americanas para ajudar a deter algumas das dezenas de criminosos de guerra ainda em liberdade.

### Acusações
Jelisić foi julgado por uma acusação de genocídio, dezesseis acusações de violação dos costumes da guerra e quinze acusações de crimes contra a humanidade em relação ao seu envolvimento no tratamento desumano e assassinato sistemático de detidos no campo de Luka, onde ele alegadamente, todos os dias, “entrava no hangar principal de Luka, onde a maioria dos detidos eram mantidos, selecionava os detidos para interrogatório, espancava-os e depois frequentemente atirava e matava-os”. Um exemplo específico deste tipo de alegação é que Jelisić espancou um idoso muçulmano até à morte com um cano de metal, uma pá e um pau de madeira.

### Sentença
Em 1999, Jelisić se declarou culpado das acusações de crimes contra a humanidade e de violação dos costumes da guerra. Ele foi absolvido da acusação de genocídio porque o tribunal não acreditava que a acusação tivesse provado isso além de qualquer dúvida razoável. Ele foi condenado a 40 anos de prisão. A mesma sentença foi confirmada pela Câmara de Apelações. A sentença foi naquela época a mais severa proferida por Haia, ultrapassando a decisão de 20 anos contra Duško Tadić. O tribunal também sugeriu que Jelisić recebesse tratamento psiquiátrico. Em 2001, a promotoria solicitou um novo julgamento da acusação rejeitada de genocídio de Jelisić, mas um tribunal de apelações manteve sua sentença de 40 anos. Em 29 de maio de 2003, Jelisić foi transferido para a Itália para cumprir o restante da pena, com crédito pelo tempo cumprido desde a sua prisão em 1998.
O julgamento de Jelisić foi incomum devido ao número de testemunhas simpáticas. Amigos, vizinhos e colegas de escola, alguns dos quais eram muçulmanos, apareceram para defendê-lo. O advogado de defesa do julgamento observou que o julgamento foi peculiar dado o número de pessoas do grupo vitimizado que defendeu o criminoso de guerra sérvio.:74
O julgamento de Jelisić é considerado importante por estabelecer um alto padrão de provas para acusações de genocídio. O seu julgamento também foi significativo por ser uma das três únicas pessoas a admitir os seus crimes perante o tribunal de Haia.:80

### Outros testes
Jelisić assistiu ao julgamento por crimes de guerra de Esad Landžo, um muçulmano bósnio que cometeu crimes de guerra contra os sérvios no campo de Čelebići. Ele forneceu um testemunho apaixonado em defesa do muçulmano bósnio, observando como Landžo ajudou outros prisioneiros na prisão de Haia.:73

## Vida pessoal
Em 21 de dezembro de 2011, a sua esposa, Monika Karan-Ilić (também conhecida como Monika Simeunović), foi detida sob suspeita de ter cometido crimes de guerra contra não-sérvios no campo de Luka. Natural de Brčko, estava detida desde 21 de dezembro de 2011. Ela foi considerada culpada de ter participado em tortura, tratamento desumano e infligido sofrimento a civis bósnios e croatas no campo de Luka e na esquadra de polícia de Brčko entre maio e junho de 1992, quando era adolescente. Sua sentença foi reduzida para dois anos e meio de prisão em 2013.